# Strontiumchromat
Strontiumchromat ist eine chemische Verbindung aus der Gruppe der Strontiumverbindungen und Chromate.

## Darstellung
Strontiumchromat kann aus wässriger Lösung von Strontiumchlorid und Kaliumchromat ausgefällt werden.
{\displaystyle {\ce {SrCl2 + K2CrO4 -> 2KCl + SrCrO4 v}}}
Die Synthese aus Strontiumcarbonat und Chromsäure wird ebenfalls beschrieben.

## Eigenschaften
Strontiumchromat ist ein zitronengelber nicht brennbarer Feststoff, welcher wenig löslich in Wasser ist. Er zersetzt sich ab einer Temperatur von etwa 500 °C. Strontiumchromat bildet mit Sulfationen Strontiumsulfat.
Beim Erhitzen mit Strontiumcarbonat wird das sechswertige Chrom zum fünfwertigen reduziert, es bildet sich Strontiumchromat(V) Sr3(CrO4)2.
{\displaystyle {\ce {4SrCrO4 + 2SrCO3 $\xrightarrow {800\,{\text{°C}}} $2Sr3(CrO4)2 + 2CO2 + O2}}}
Mit Chromsäure bildet sich Strontiumdichromat.
{\displaystyle {\ce {2SrCrO4 + H2CrO4 -> Sr2Cr2O7 + H2O}}}
Strontiumchromat kristallisiert in der Monazit-Struktur, also im monoklinen Kristallsystem in der Raumgruppe P21/n (Raumgruppen-Nr. 14, Stellung 2) mit den Gitterparametern a = 706,5 pm, b = 737,5 pm, c = 674,1 pm und β = 103,08°. In der Elementarzelle befinden sich 4 Formeleinheiten.

## Verwendung
Strontiumchromat wird ähnlich wie Zinkchromat als korrosionsverhindernder Primer für Zink-, Magnesium-, Aluminium- und Legierungen in der Flugzeugindustrie verwendet. Es wird auch zur Herstellung von Chrom-Pigmenten verwendet. Da es wie alle Chromate als krebserzeugend eingestuft wird, ist die Verwendung heute beschränkt.

## Sicherheitshinweise und gesetzliche Regelungen
Strontiumchromat wurde im Juni 2011 aufgrund seiner Einstufung als krebserzeugend (Carc. 1B) in die Kandidatenliste der besonders besorgniserregenden Stoffe (Substance of very high concern, SVHC) aufgenommen.
Im August 2014 wurde Strontiumchromat danach in das Verzeichnis der zulassungspflichtigen Stoffe mit dem Ablauftermin für die Verwendung in der EU zum 22. Juni 2019 aufgenommen.
Als Chrom(VI)-Verbindung unterliegt Strontiumchromat außerdem den Beschränkungen im Anhang XVII, Nummer 47 und 72 der REACH-Verordnung (in Deutschland umgesetzt durch die Chemikalien-Verbotsverordnung).